# Les Chartreux (Lyon)

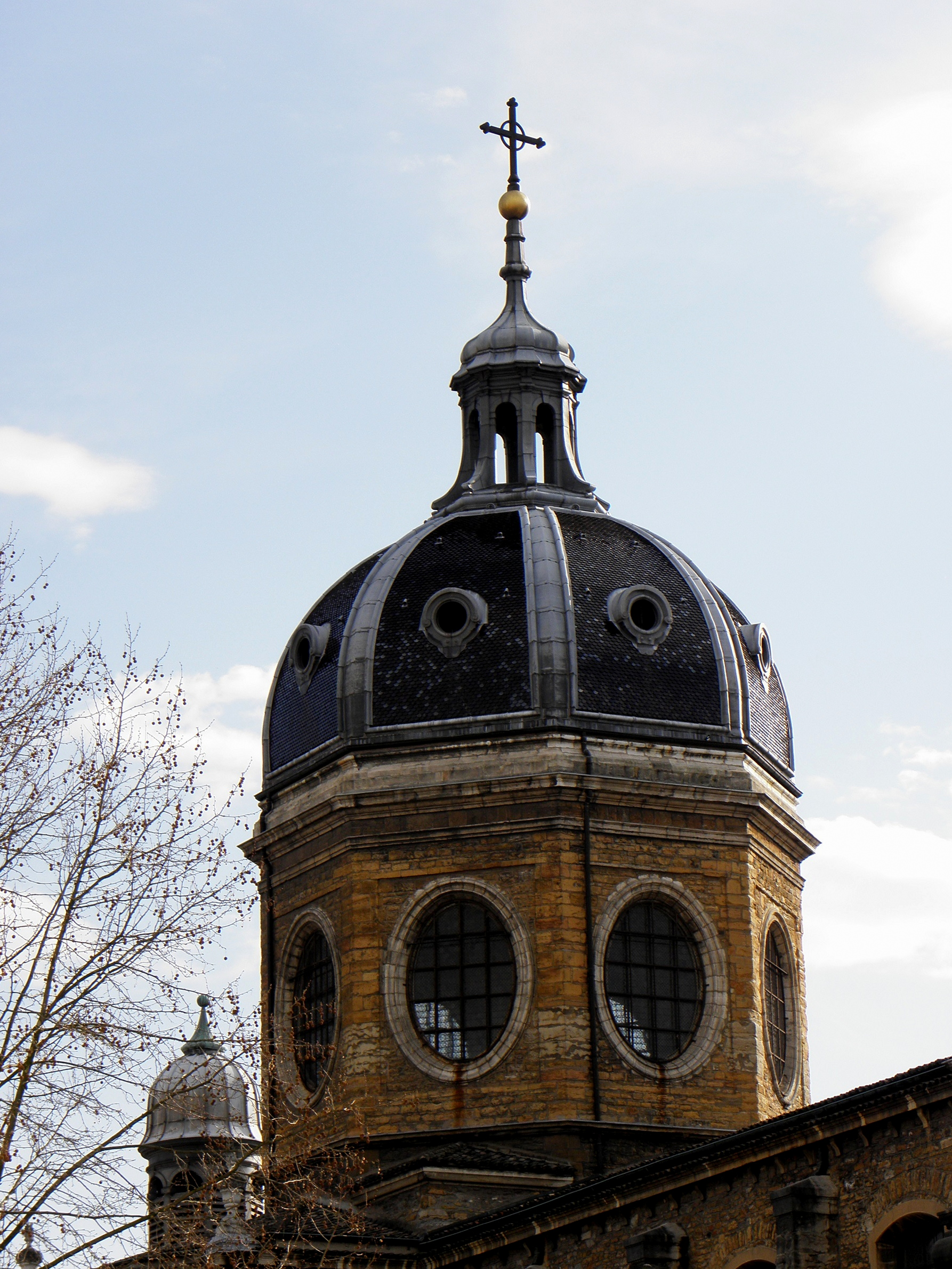
Les Chartreux, Lyon

Les Chartreux ist ein Viertel im 1. Arrondissement (Lyon) von Lyon in der Nähe von Clos Jouve auf der Hochebene von La Croix-Rousse. In dem Stadtteil liegt das Institut der Chartreux, ein Collège und privates Gymnasium.
Als die Mönche der Chartreuse von Lys Saint-Esprit das Kloster in La Croix-Rousse während der Revolution verließen, scharte Caroline Boudet (Madame Choussy) einige Mädchen in der ehemaligen Chartreuse um sich. Zusammen mit dem Pater Furnio verfasste sie ein Statut einer Kongregation, das von der Kirche 1824 anerkannt wurde. Die Gemeinschaft wuchs: Das war der Anfang der ständigen Verehrung des Heiligen Herzens (fr: Adoration perpétuelle du Sacré-Cœur). Heute ist das Kloster das Lycée privé Saint Jean-Baptiste de La Salle und umfasst auch die Église Sacré-Cœur aus dem Jahr 1803, die allerdings nie geweiht wurde.